# Hermandad
 (décembre 2023).
Si vous disposez d'ouvrages ou d'articles de référence ou si vous connaissez des sites web de qualité traitant du thème abordé ici, merci de compléter l'article en donnant les références utiles à sa vérifiabilité et en les liant à la section « Notes et références ».

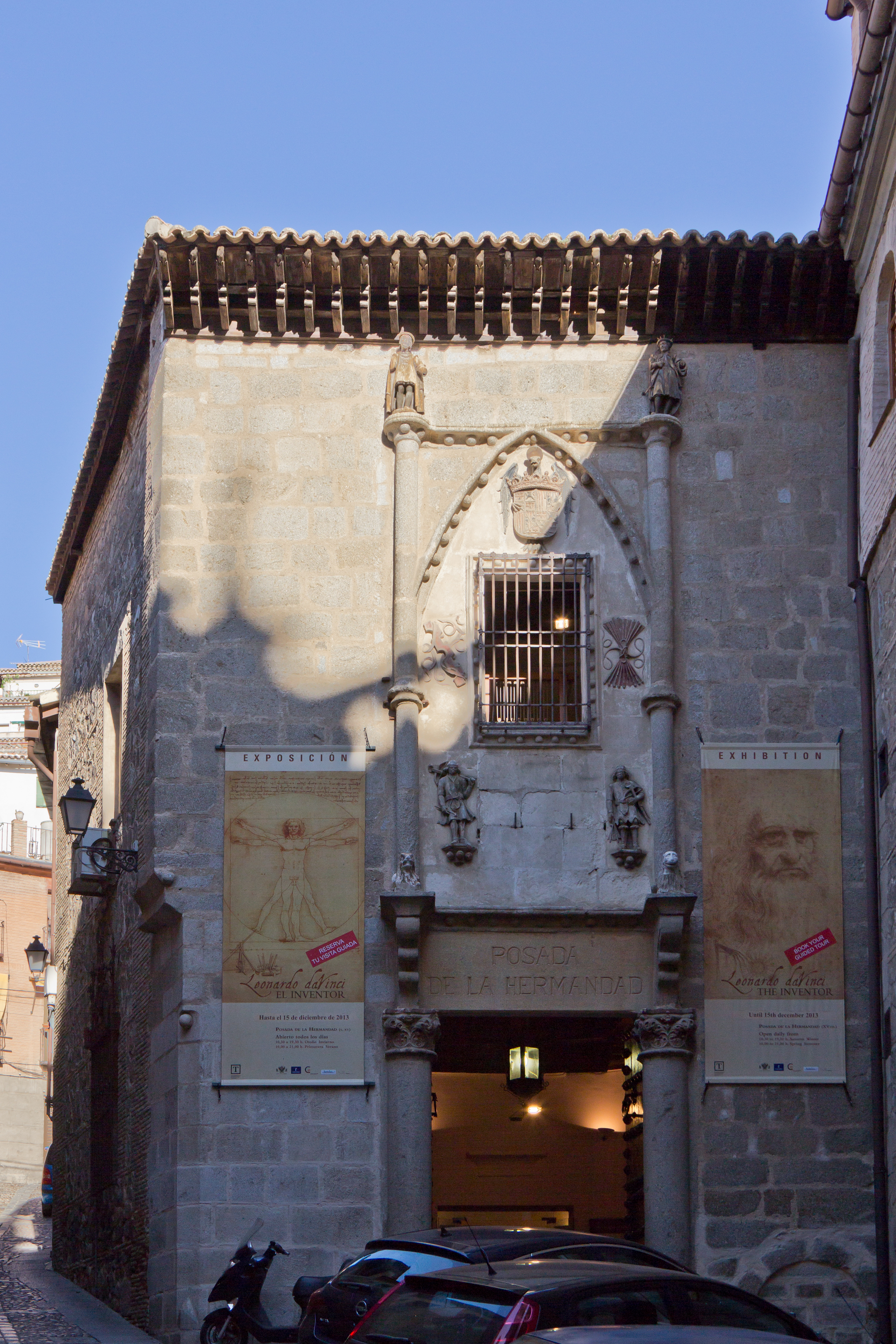
Posada de la Sainte Confrérie, Tolède, Espagne.

Une Hermandad, ce qui signifie en espagnol « fraternité », désigne, dans l'Espagne médiévale, une confrérie d'hommes armés formée contre le meurtre et le pillage, et qui fut plus tard organisée administrativement.

## Historique
Face à l'insécurité endémique qui régnait en Espagne, des ligues municipales se formèrent vers le XIIe siècle pour lutter contre les bandits et autres criminels, ainsi que contre la noblesse errante. La première fut créée pour protéger les pèlerins sur le chemin de Saint-Jacques, et durant tout le Moyen Âge de telles hermandades furent créées pour rendre plus sûres les routes reliant les villes entre elles. En Catalogne, elles correspondent aux Somatén.
Le mouvement prit de l'ampleur quand, en 1300, s'unirent en une même hermandad les habitants de Tolède et de Talavera de la Reina, auxquels se joignirent plus tard ceux de Ciudad Real pour former une puissante confédération, la Hermandad de los Colmeneros.
Cette puissance fit que ces hermandades furent utilisées à des fins politiques lors de la crise du Moyen Âge espagnol au XVe siècle. Sous le règne d'Henri IV de Castille naît en Galice la plus importante hermandad de cette période : la Hirmandade, dont les paysans hors de tout contrôle provoquent plusieurs vagues révolutionnaires connues sous le nom de revueltas hirmandiñas. Les hirmandades galiciennes apparaissent dès le XIVe siècle, mais les plus actives sont celles du XVe siècle ; leur objectif étant de lutter contre les abus de pouvoir des nobles, elles n'hésitent pas à attaquer leurs forteresses. Composées de paysans pour l'essentiel, elles s'associent tour à tour à des hidalgos, à des membres du clergé d’origine nobiliaire et à des villes entières. Leur organisation est exemplaire : elles possèdent leurs propres bataillons de cent hommes, appelés cuadrillas, et détruisent plus de cent trente forteresses féodales. Même le roi va utiliser les hirmandiños dans le but d’affaiblir le pouvoir de l’opposition nobiliaire qui se trouvait favorable à son rival Don Alfonso. À partir de 1467, la noblesse se désintéresse de la Galice, et, en 1469, l’évêque de Saint-Jacques-de-Compostelle Alphonse de Fonseca, à la tête d’une coalition castillano-portugaise, met en déroute les hirmandiños, abandonnées à leur sort par le roi.
À la même époque, en 1464, naissent la hermandad des communes du Guipuscoa et la Sainte Confrérie castillane. Deux années durant, le roi Henri IV de Castille les utilise contre ses ennemis. Or, voyant leurs propres intérêts relégués au second plan, les paysans s’agitent. Puis lorsque meurt le prince Alphonse, ennemi du roi, l’opposition signe le « Traité des taureaux de Guisando », marquant en 1468 la fin de la confrérie castillane, qui est alors décimée par les chevaliers de Salamanque.

## La Sainte-Hermandad
Lors de leur avènement, les Rois catholiques créèrent la Sainte-Hermandad : ils adaptèrent la forme des hermandades préexistantes pour former une force de police centralisée, efficace, et dotée de larges pouvoirs de juridiction. Dans le roman Don Quichotte, la Sainte-Hermandad poursuit Don Quichotte et son écuyer Sancho après qu'ils ont libéré des forçats enchaînés en route pour les galères.
Les hermandades locales continuèrent de jouer le rôle de police municipale, jusqu'à leur suppression en 1835.

## Autres usages
- Une hermandad désigne dans l'Espagne actuelle, une fraternité religieuse ou confrérie.
- Aux Pays-Bas, l'expression néerlandaise de heilige hermandad (« sainte hermandad ») désigne, par plaisanterie, la police.
- Aux Pays basque, l'Hermandad portait le nom d'Armandata.